# Zapruder-filmen
Zapruder-filmen (engelsk: Zapruder film) er en filmoptagelse, som viser drabet på præsident John F. Kennedy den 22. november 1963. Filmen var en amatørfilm, som blev filmet med et 8mm Bell & Howell filmkamera af Abraham Zapruder. Abraham Zapruder var en af mange, der befandt sig i folkemængden ved Dealey Plaza i Dallas den dag, hvor præsident Kennedy blev dræbt. Han havde placeret sig på en beton piedestal med god udsigt over bilkortegen og begyndte at filme få sekunder inden drabet fandt sted. Filmoptagelsen endte derfor med at fange hele attentatet, herunder de dødbringende skud, der ramte præsident Kennedy. 
Selvom Zapruder-filmen ikke er den eneste filmoptagelse af attentatet, er det blevet beskrevet som den bedste og mest komplette af filmoptagelserne, da denne gengiver hele episoden relativt uforstyrret og tydeligt gengiver det sidste dødelige skud, som ramte præsidenten i hovedet. Optagelsen var en vigtig del af Warrenkommissionen og alle de efterfølgende undersøgelser af attentatet, hvilket derved gør filmoptagelsen til en af de mest undersøgte stykker film i historien. Filmeoptagelsen er mest kendt for at vise det fatale skud, som ramte præsident Kennedys hoved. Filmen blev ikke vist offentligt før på TV i 1975. 